# Ercolano
Ercolano is een Italiaanse gemeente, onderdeel van de metropolitane stad Napels, wat voor 2015 nog de provincie Napels was (regio Campanië). De plaats is beroemd wegens de opgraving van het antieke Herculaneum, dat bij de uitbarsting van de Vesuvius in 79 n.C. door lava werd bedekt.
Het huidige Ercolano, genoemd naar de Italiaanse naam van de historische stad en tot 1969 Resina geheten, telt 55.637 inwoners (31-12-2004). De oppervlakte bedraagt 19,6 km2, de bevolkingsdichtheid is 2879 inwoners per km2. San Vito is een frazione van de gemeente. In totaal telt de gemeente ongeveer 16846 huishoudens. Het aantal inwoners daalde in de periode 1991-2001 met 7,3% volgens cijfers uit de tienjaarlijkse volkstellingen van ISTAT.
De gemeente ligt op ongeveer 44 m boven zeeniveau. Ercolano grenst aan de volgende gemeenten: Boscotrecase, Massa di Somma, Ottaviano, Pollena Trocchia, Portici, San Giorgio a Cremano, San Sebastiano al Vesuvio, Sant'Anastasia, Somma Vesuviana, Torre del Greco en Trecase.

## Inwoneraantal
| Jaar | Inwoneraantal |
| ---- | ------------- |
| 1991 | 61.233        |
| 2001 | 56.738        |

## Erfgoed
In 2000 stonden veel bouwwerken uit het antieke Herculaneum op instorten door achterstallig onderhoud en intensief toerisme. Het stadje ging op slot. Een wetswijziging maakte particuliere investeringen mogelijk, en het Packard Humanities Institute ontfermde zich over Herculaneum.

## Galerij

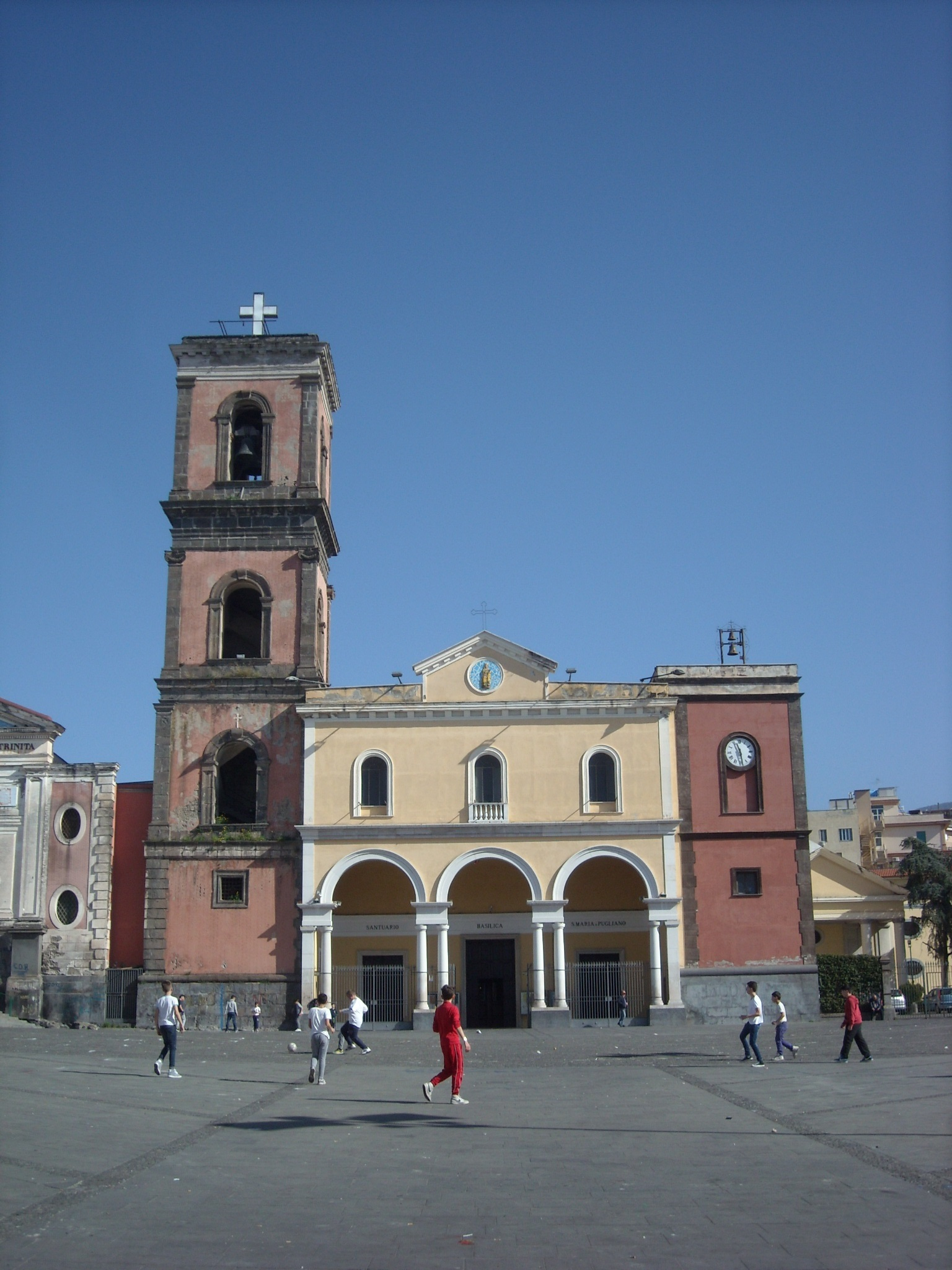
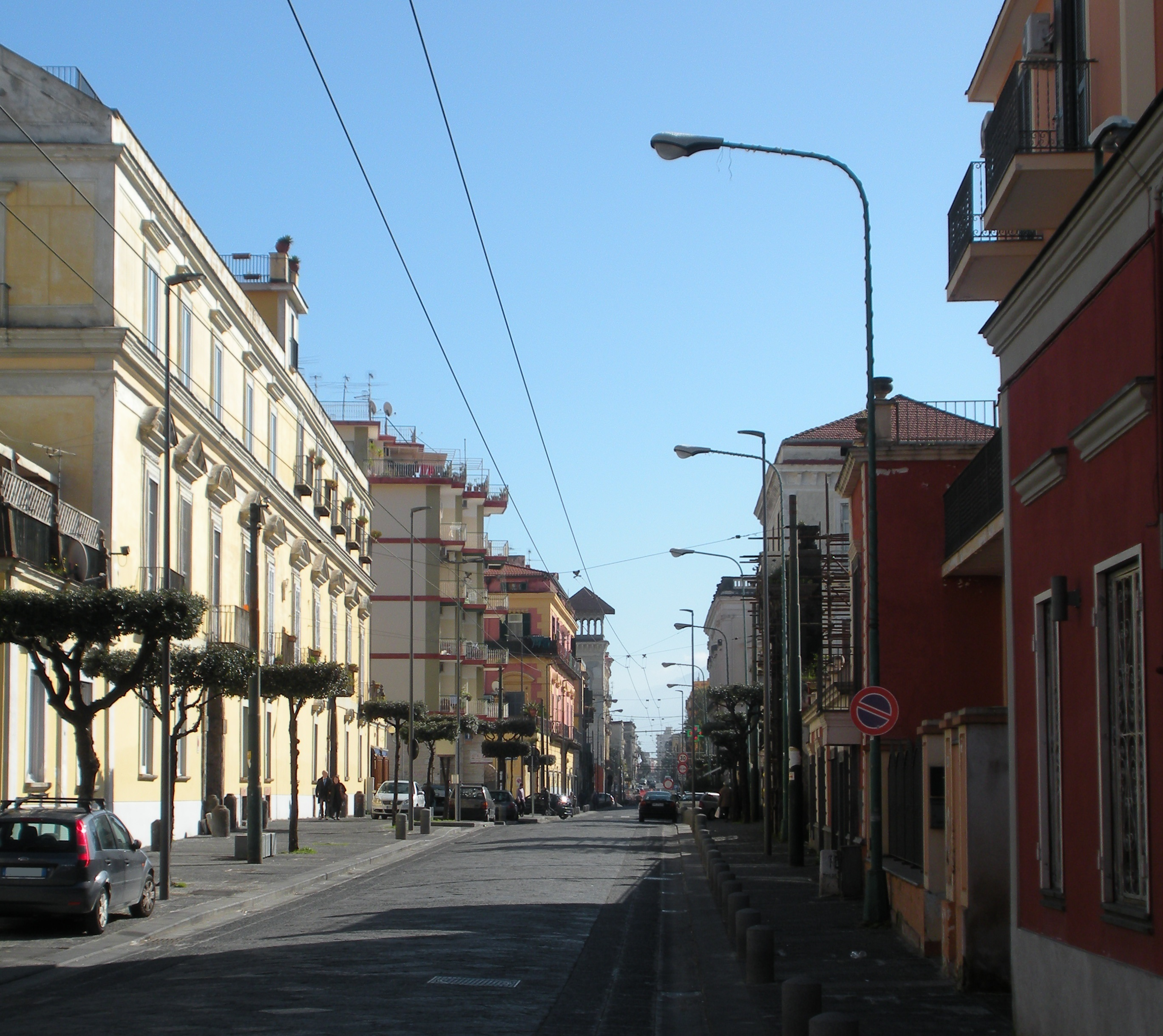
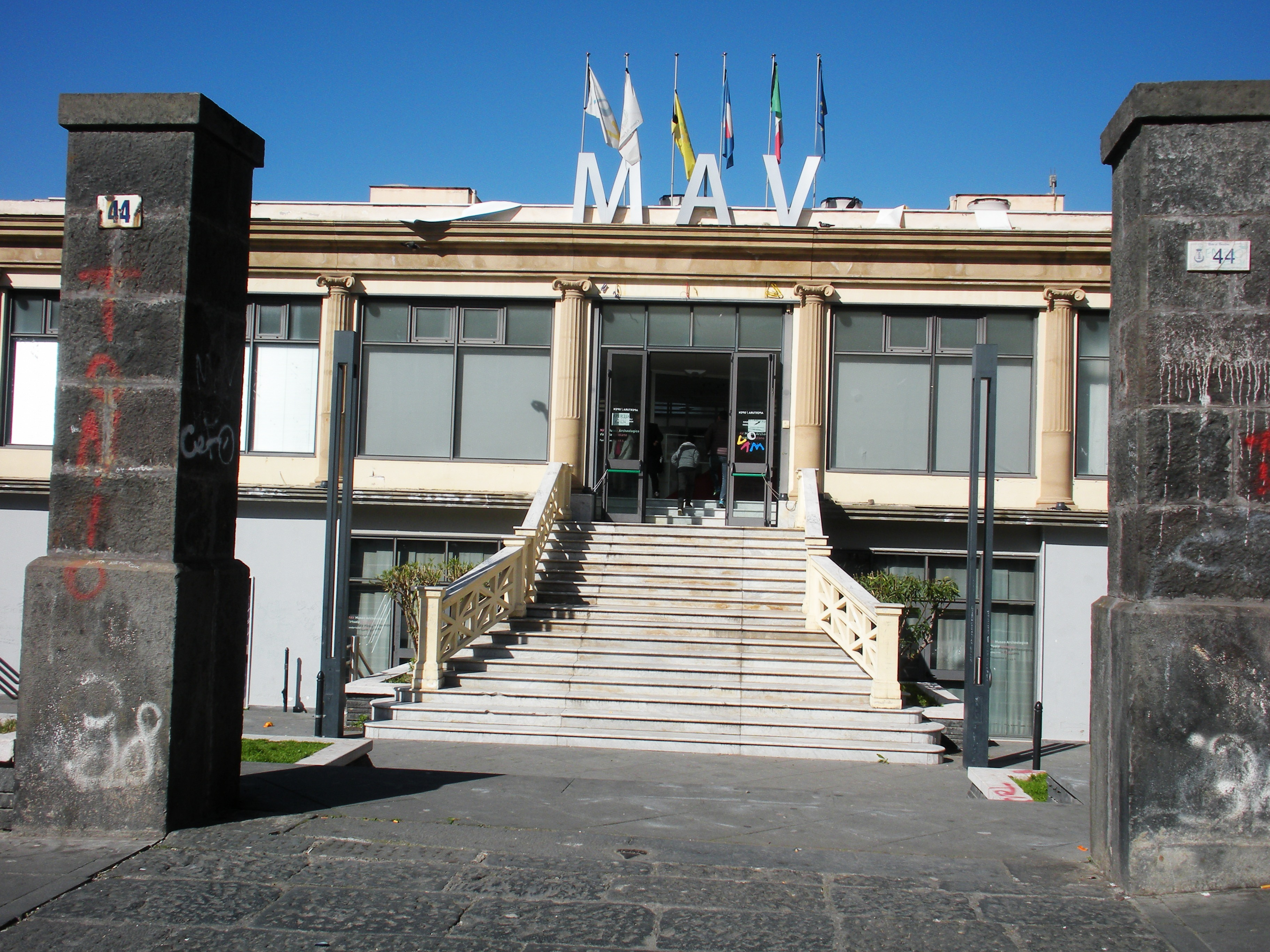
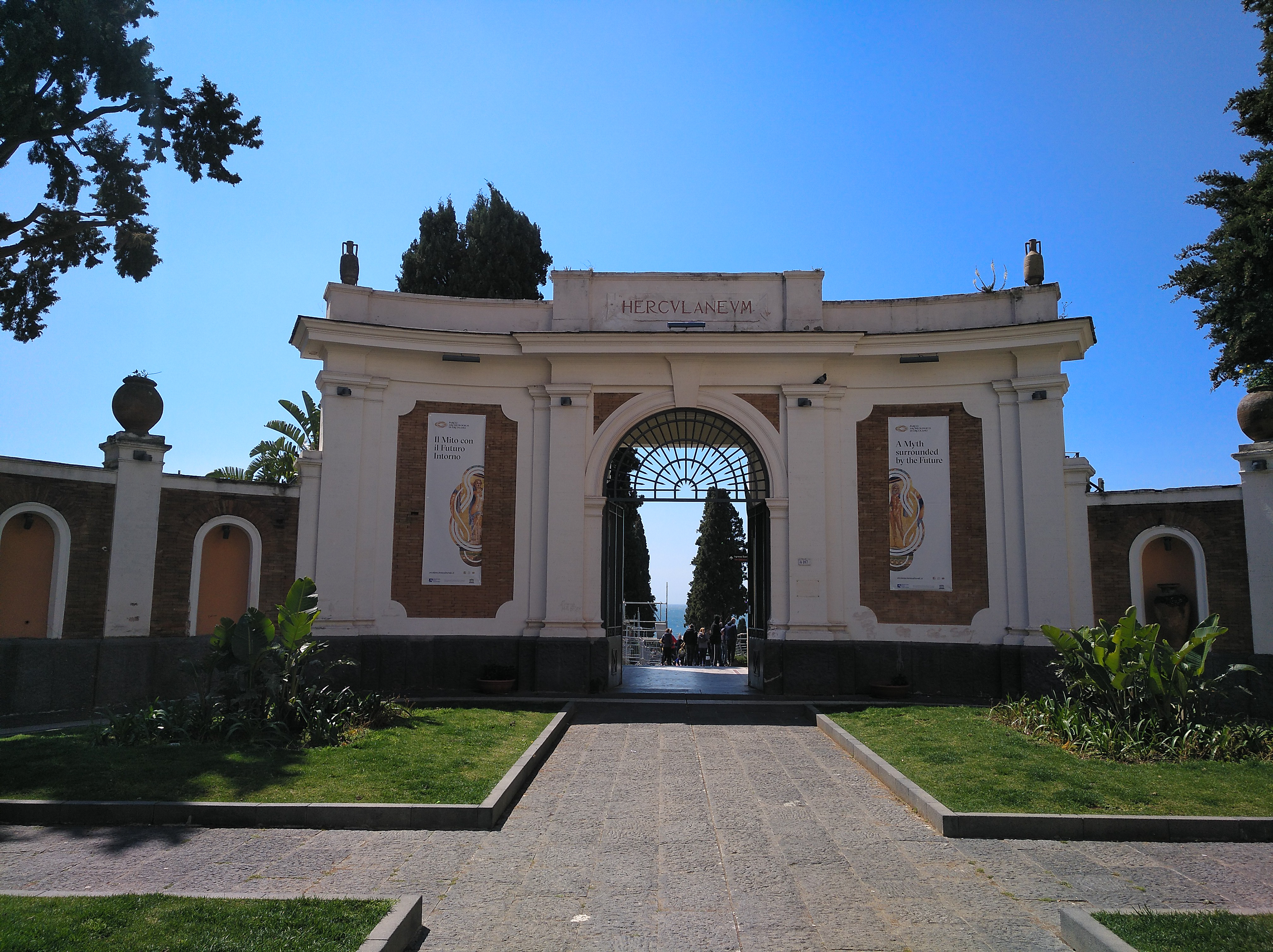
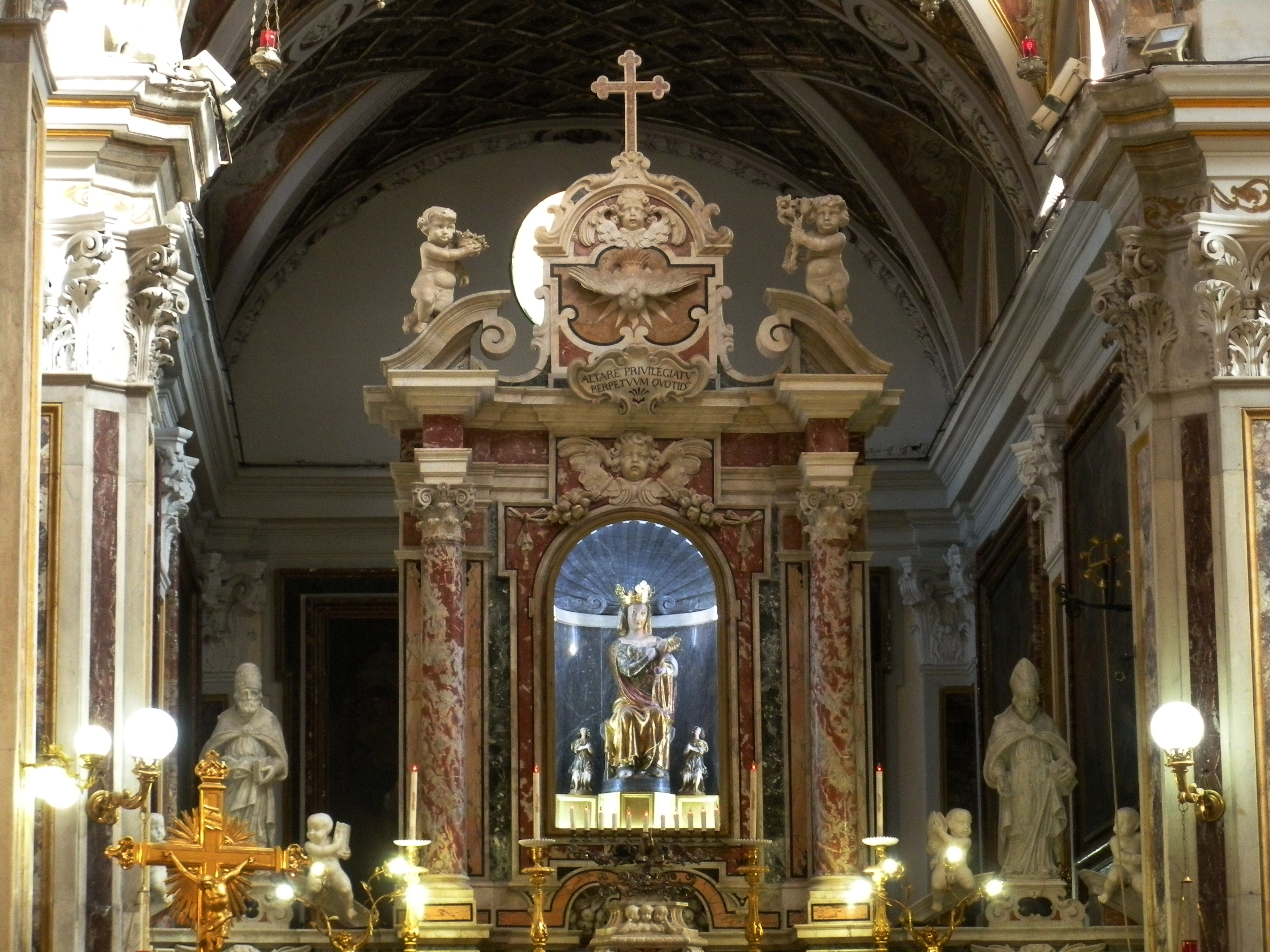
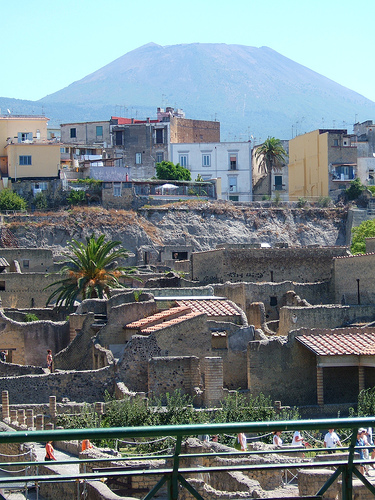
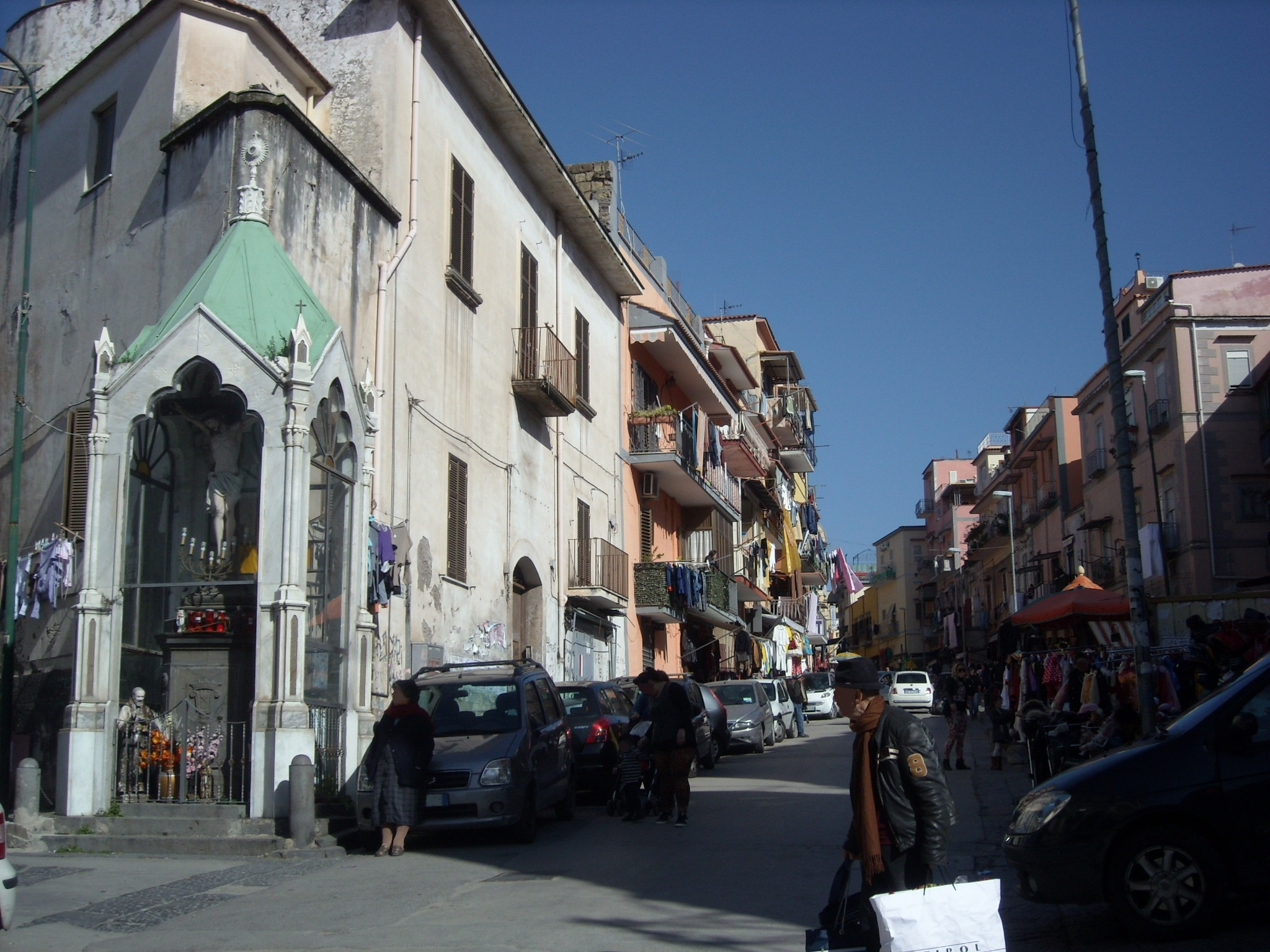
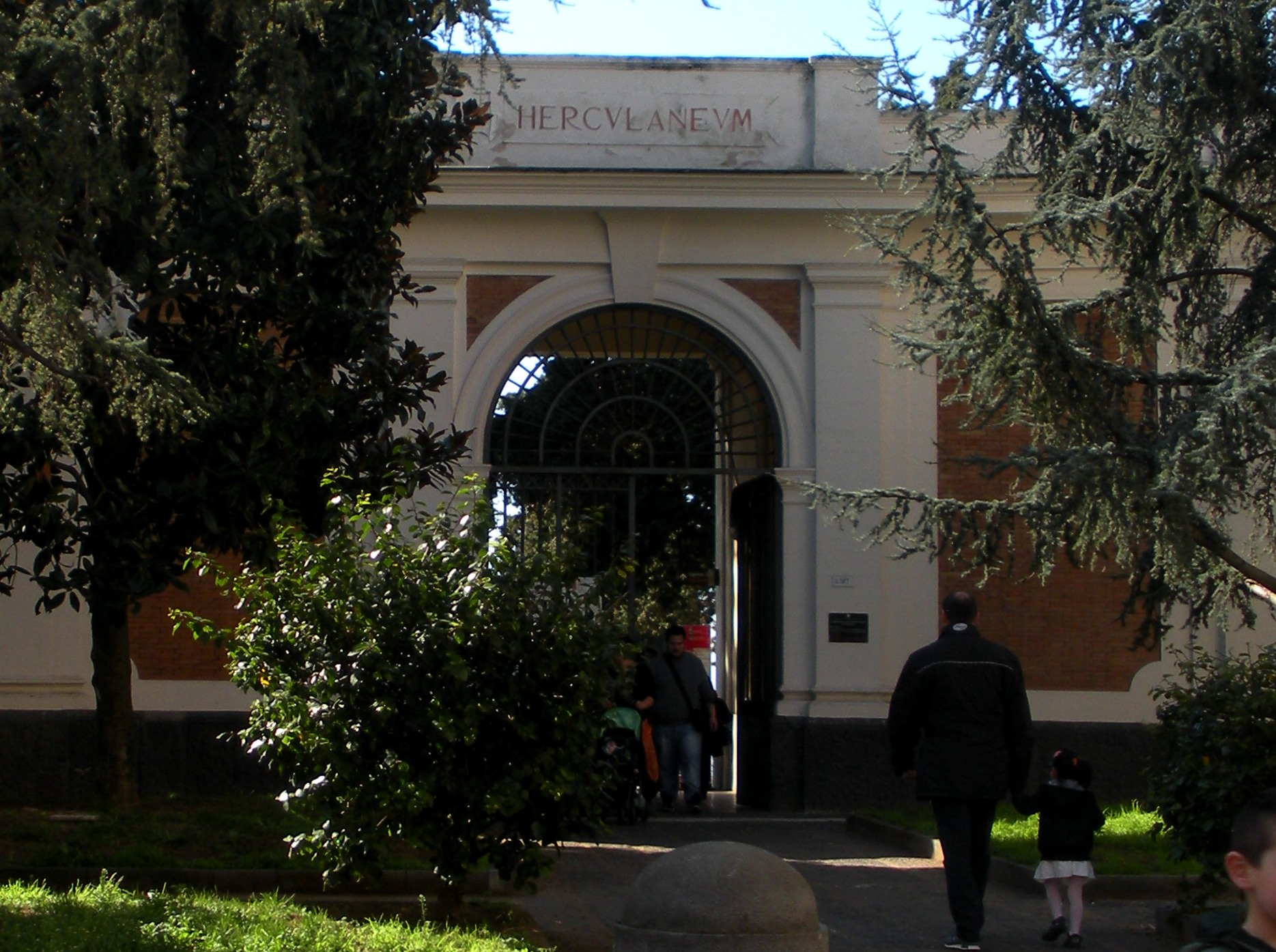

1. ↑  https://demo.istat.it/?l=it.